# Marina Calderone
Marina Elvira Calderone (ur. 30 lipca 1965 w m. Bonorva) – włoska doradczyni zawodowa, od 2022 minister pracy i polityki społecznej.

## Życiorys
Kształciła się w zakresie stosunków przemysłowych na Uniwersytecie w Cagliari, została też absolwentką zarządzania przedsiębiorstwami międzynarodowymi. W 1994 została profesjonalnym doradcą zawodowym, zajęła się prowadzeniem własnej firmy w branży doradczej w Cagliari. W 2005 powołana na przewodniczącą Consiglio nazionale dell’Ordine dei consulenti del lavoro, organu administracji publicznej reprezentującego włoskich doradców zawodowych. Wchodziła też m.in. w skład rady dyrektorów przedsiębiorstwa zbrojeniowego Finmeccanica.
W październiku 2022 objęła urząd ministra pracy i polityki społecznej w rządzie Giorgii Meloni.